# Android Nougat
Android Nougat est la version 7.x du système d'exploitation mobile Android développé par Google, sortie en août 2016. Elle est décrite par les niveaux d'API 24 et 25.

## Fonctionnalités
Parmi les nouvelles fonctionnalités introduites dans cette version, il y a le multi-fenêtrage qui permet d'afficher plusieurs applications en même temps, la possibilité de paramétrer l'utilisation du téléchargement de données via le réseau cellulaire et il est possible de poser des actions sur des notifications sans accéder aux applications qui les ont émises,, le volet des notifications a été revu et les paramètres ont été refaits, cette version apporte aussi l'amélioration du mode Doze (somnolence) qui a été introduit dans Android 6.0 Marshmallow.

### Liste des fonctionnalités
- Performances :
  - Compilation à la volée : la nouvelle compilation à la volée améliore les performances d'exécution des appareils, réduit le volume d'espace de stockage requis pour les applications et accélère les mises à jour des applications et du système.
  - Ajout d'un mode VR sur les téléphones compatibles Google Daydream, affichant une interface adaptée à un affichage VR.
  - Support de l'API Vulkan permettant des graphismes 3D haute performance, sur les appareils compatibles.
- Batterie et données :
  - Fonctionnalité Sommeil en déplacement (Doze on the Go) : permet de consommer moins d'énergie lors des déplacements et économise la batterie, même lorsqu'un smartphone est au fond d'une poche.
  - Économiseur de données : limite le volume de données consommé par un appareil. Les applications en arrière-plan ne peuvent pas accéder aux données mobiles.
- Productivité :
  - Mode Écran partagé (multifenêtrage) : permettant de profiter d'un mode multitâche facilité en lançant deux applications côte à côte.
  - Mode Picture in Picture (sous Android TV) permettant de naviguer sur Internet ou modifiez des paramètres tout en regardant une vidéo.
- Notifications :
  - Notifications groupées : les notifications d'une même appli s'affichent ensemble. Il suffit ensuite d'appuyer sur l'une d'entre elles pour en savoir plus, sans avoir à ouvrir l'appli.
  - Réponse directe : permet de répondre à un message directement depuis le volet des notifications.
  - Paramètres des notifications : lorsqu'une notification s'affiche, il suffit d'appuyer dessus de manière prolongée pour accéder aux paramètres des notifications de l'appli concernée. Cela permet ainsi de désactiver les notifications pour une appli directement depuis l'une des notifications.
- Amélioration des fonctionnalités du système : 
  - Personnalisation des paramètres rapides : réorganisation, ajout et suppression de tuiles.
  - Barre de configuration rapide : affiche 6 paramètres rapides dans une barre du volet des notifications
  - Menu de navigation dans les paramètres
  - Suggestion de paramètres
  - Ajout d'un bouton "tout effacer" dans l'écran "Aperçu" permettant de fermer instantanément toutes les applications en cours d'exécution en arrière-plan
  - Informations d'urgence (du genre ICE : In Case of Emergency) : permet de saisir des informations telles que le nom, le groupe sanguin, les allergies et les coordonnées d'une personne à contacter en cas d'urgence. Les secours pourront avoir accès à ces informations directement depuis l'écran de verrouillage.
  - Fond d'écran de verrouillage : différenciation entre fond d'écran de l'écran d'accueil et fond de l'écran de verrouillage.
- Emoji
  - Emoji Unicode 9 : nouveaux emoji et notamment un nouveau format d'emoji humanisés avec différentes couleurs de peau.
- Confidentialité et sécurité :
  - Démarrage direct (DirectBoot) : accélère le redémarrage et permet aux fonctions importantes de s'exécuter sans déverrouillage (réception de SMS, sonnerie de réveil).
  - Mises à jour discrètes : sur certains appareils récents équipés d'Android Nougat, les mises à jour du système d'exploitation seront téléchargées et installées en arrière-plan
  - Chiffrement basé sur les fichiers (File Based Encryption) et non sur tout la partition
  - Accès limité aux dossiers
  - Nouveau système de reconnaissance faciale
- Configuration de l'appareil et migration des données
  - Sauvegarde du système étendue aux : paramètres d'accessibilité, autorisations d'exécution, paramètres de point d'accès Wi-Fi et restrictions de réseau Wi-Fi.
- Internationalisation
  - Support multilingue : possibilité de sélectionner plusieurs langues systèmes
  - Nouvelles langues compatibles : 100 nouvelles langues et 25 régions différentes pour des langues couramment utilisées comme l'anglais, l'espagnol, le français et l'arabe
  - Nouvelles préférences linguistiques pour une personnalisation automatique du clavier
- Accessibilité
  - Ajout du paramétrage de l'accessibilité au premier démarrage
  - Taille d'affichage : possibilité de modifier non seulement la taille du texte, mais également la taille de tous les éléments affichés, tels que les icônes et les images.
  - Audio en mono : combine les canaux stéréo gauche et droit en un seul flux mono pour aider les utilisateurs souffrant de perte auditive à une oreille.
  - Synthèse vocale à vitesse variable
- Android For Work
  - Ajout du mode Travail permettant d'activer et de désactiver les applications et les notifications professionnelles de l'appareil, pour un meilleur équilibre entre vie privée et vie professionnelle.

## Marketing
En septembre 2016, une statue du robot d'Android tenant un nougat géant a été installée sur le parvis de la mairie de Montélimar.